# Danaea humilis
Danaea humilis är en kärlväxtart som beskrevs av Moore. Danaea humilis ingår i släktet Danaea, och familjen Marattiaceae. Inga underarter finns listade i Catalogue of Life.